# 세서미 (잡지)
세서미(Sesame)은 오픈 대학교(Open University)의 재학생 및 졸업생들을 위해 만들어진 잡지이다. 이 잡지는 오픈 대학교에서 1년에 4번씩 발행하며, 온라인으로도 볼 수 있다.

## 유래
세서미 잡지는 오픈 대학교가 개교한 연도부터 발행되었으며, 대학 수준의 원격 교육에 대한 정보, 충고 등의 정보를 학생들에게 전달하기 위해 만들어졌다. 또한, 세서미 잡지는 2007년까지는 한 달에 한 번씩 간행되었다.

## 재발행
2008년 여름 새롭게 발행된 세서미 잡지에서는 잡지의 재간행을 다음과 같은 문구로 알렸다.
"새로운 씨세임 잡지의 첫 호가 간행되었습니다! 세서미은 학생들이 함께 제작한 잡지 중에서도 무척이나 신선하고 새로운 것으로, 기존의 졸업생을 위한 잡지인 오픈 아이(Open Eye)를 대체하게 되었습니다."